# Comté de Nairobi
Pour les articles homonymes, voir Nairobi (homonymie).
Le comté de Nairobi est le deuxième plus petit, en superficie, des 47 comtés du Kenya. Son chef-lieu, Nairobi, est également la capitale du pays.

Le comté est situé sur la « terre ancestrale » des Kikuyu. Si ces derniers constituent la majorité de la population, toutes les autres communautés propres au Kenya sont présentes. Ayant comme chef-lieu la capitale nationale, d'importantes communautés d'origine mondiale y sont aussi établies.

## Histoire
Le comté est créé par la Constitution adoptée le 4 août 2010 par les Kényans. Cependant, il n'entre en vigueur que le 28 mars 2013 avec la mise en place de ses pouvoirs législatif et exécutif.

## Toponymie
C'est à la ville de Nairobi que le comté doit son nom. Celui-ci vient de Enkare Nyirobi signifiant en langue maa « l'endroit de l'eau fraiche ».

## Géographie et géologie

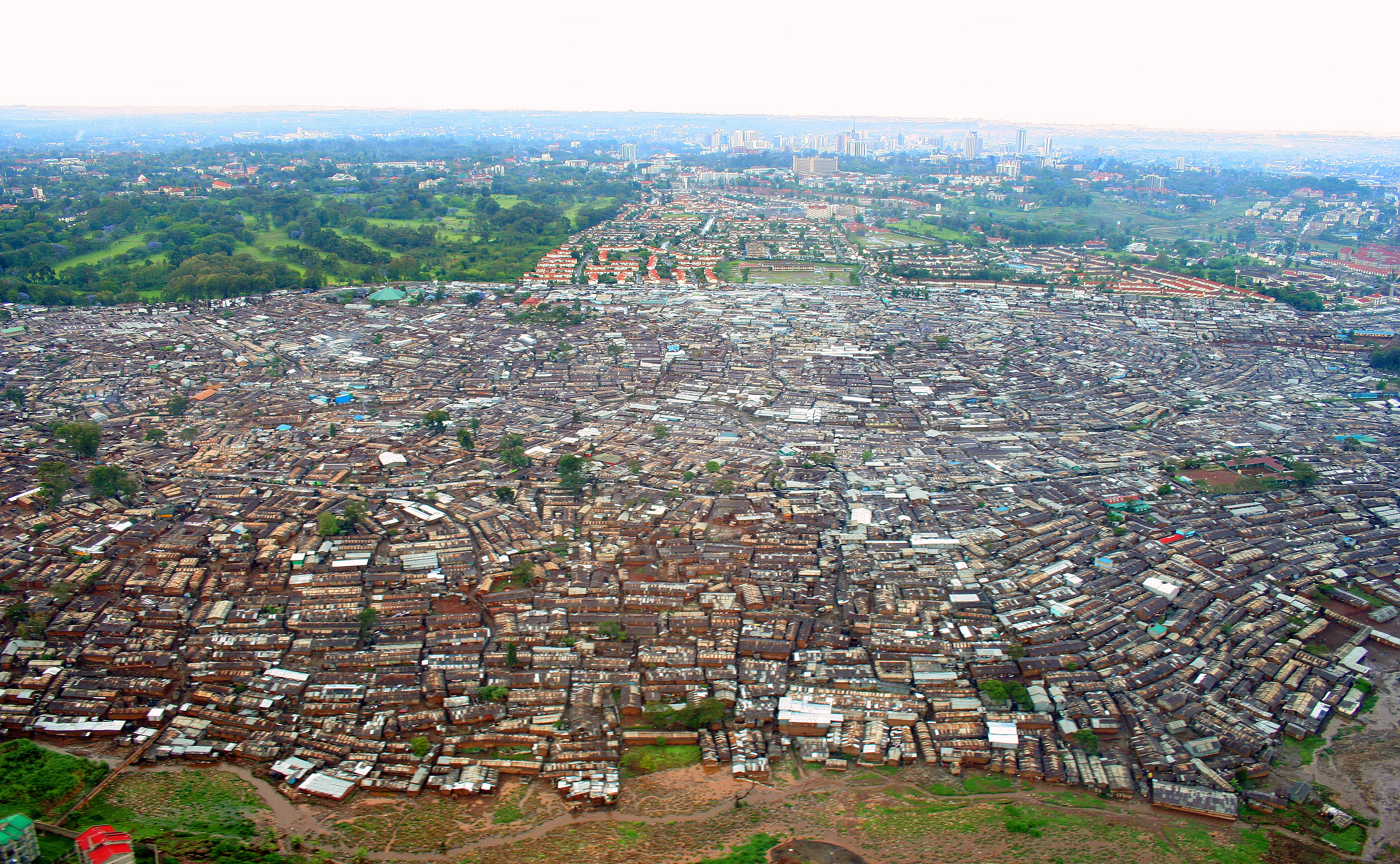
Le bidonville de Kibera et le centre administratif dans le fond.

Le comté est bordé au sud et au sud-ouest par le comté de Kajiado, au nord et au nord-ouest par le comté de Kiambu et à l'est par le comté de Machakos.

L'altitude la plus élevée est le point le plus à l'ouest dans l'entité de Kerarapon (division administrative de Langata) avec 1 984 m (1° 19′ 31″ S, 36° 39′ 03″ E) tandis que la moins élevée est à la fois le point le plus à l'est de la division administrative de Njiru et le lieu où la rivière Athi quitte le comté pour celui de Kiambu à 1 460 m d'altitude (1° 16′ 23″ S, 37° 06′ 09″ E).

## Politique et administration

### Institutions
Comme tous les autres comté du Kenya, celui de Nairobi est semi-autonome par rapport au gouvernement central. Il peut lever des impôts ou adopter des règlements locaux, notamment dans les domaines de l'urbanisme, ou de la police ainsi que gérer les ressources naturelles, humaines et les infrastructures, pour autant que la décision ne soit pas contraire ni à la Constitution ni aux lois de l'État. L'autorité exécutive du comté est responsable des moyens qui lui sont apportés par l'exécutif national.
L'autorité exécutive se compose du gouverneur, du vice-gouverneur et de dix autres membres.
| Période     | Gouverneur   | Parti |
| ----------- | ------------ | ----- |
| 2013-2017   | Evans Kidero | ODM   |
| Depuis 2017 | Mike Sonko   | TNA   |

L'Assemblée locale est constituée de 135 élus (un par Ward, « autorité locale ») auxquels il faut ajouter le président ex officio.

### Structure administrative
La territorialité du comté est égale à celle du district de Nairobi. Ce district est partagé en neuf divisions administratives (tarafa), elles-mêmes divisées en localités (Mtaa) et, enfin, ces dernières en quartiers (Kijiji) :
- division centrale, chef-lieu Nairobi City ;
- division de Dagoreti, chef-lieu Dagoreti ;
- division d'Embakasi, chef-lieu Embakasi ;
- division de Kamukunji, chef-lieu Pangani ;
- division de Kasarani, chef-lieu Kasarani ;
- division de Langata, chef-lieu Langata ;
- division de Madaraka, chef-lieu Madaraka ;
- division de Njiru, chef-lieu New Njiru ;
- division de Westland, chef-lieu Lavington.

Depuis les élections générales du 4 mars 2013, le district, devenu comté, n'est plus géré par l'exécutif national mais bien par l'exécutif local.

### Structure électorale
Jusqu'en 2010, le comté était constitué de huit circonscriptions électorales (Constituencies) qui étaient : Starehe (correspond à la division centrale), Dagoreti, Embakasi, Kasarani, Langata, Kamukunji, Madaraka et Westland.

Depuis les élections de 2013, le comté compte dix-sept circonscriptions qui sont : Dagoreti Nord, Dagoreti Sud, Embakasi Central, Embakasi East, Embakasi Nord, Embakasi Sud, Embakasi West, Kamukunji, Kasarani, Kibra, Langata, Madaraka, Mathare, Roysambu, Ruaraka, Starehe et Westland.

Elles sont, chacune, représentée par un député (Member of Parliament ou MP) au parlement national qui comptait 224 membres jusqu'en 2013 et, depuis lors, 351 membres.
Durant l'élection législative du 4 mars 2013, les électeurs du comté ont aussi, pour la première fois, élu leur représentant au Sénat. Celui-ci est Mike Kioko (TNA).

### Personnalités liées au comté
- Lupita Amondi Nyong’o : première kényane à avoir gagné, en 2014, un Oscars du cinéma pour son second rôle dans Twelve Years a Slave[4].

## Sources et bibliographie
Statistical Abstract 2010 édité par le Kenya National Bureau of Statistics,  (ISBN 9966-767-24-X)